# Jurug (Mojosongo)
Jurug is een bestuurslaag in het regentschap Boyolali van de provincie Midden-Java, Indonesië. Jurug telt 4281 inwoners (volkstelling 2010).